# 上田城跡公園
上田城跡公園（うえだじょうせきこうえん）は、長野県上田市にある、上田城を中心に整備された都市公園（総合公園）である。
上田城の本丸、二の丸を中心に市民会館、プールなどが整備され市民の憩いの場となっている。また、毎年4月上旬から5月上旬にかけての観桜シーズンには「上田城千本桜まつり」が催され、全国から花見客が訪れる。

## 主な施設
- 上田城
- 上田市立博物館（本館・別館）
- 山本鼎記念館 - 2014年（平成26年）9月30日閉館。2016年（平成28年）より上田市立博物館別館。
- 旧上田市民会館 - 1963年（昭和38年）開館。2014年（平成26年）12月26日閉館。2016年1月17日から2017年（平成29年）1月15日まで「信州上田 真田丸 大河ドラマ館」として建物利用された。

- 真田神社
- 招魂社
- 平和の鐘
- 愛の鐘
- 児童遊園地
- 上田城跡公園野球場
- 陸上競技場
- 弓道場
- ゲートボール場
- 体育館（第一・第二） - 2021年移転予定。
- テニスコート（東・西） - 2020年移転予定。
- 上田城跡駐車場・上田城跡北観光駐車場

### 信州上田 真田丸 大河ドラマ館
2016年（平成28年）1月10日、NHK大河ドラマ『真田丸』が放映開始。同ドラマの放送にあわせ、旧上田市民会館（2014年12月26日閉館）の建物を上田市が整備し、2016年1月17日に「信州上田 真田丸 大河ドラマ館」としてリニューアルオープンした。館長には箱根高原ホテル元社長の唐沢信幸が就任した。
2017年（平成29年）1月5日、累計入館者数が100万人を突破。2008年（平成20年）に大河ドラマ館として当時最多の入館者約67万人を記録した鹿児島市の「篤姫館」を大きく上回り、史上初の100万人を達成した。同年1月15日、閉館。
同年4月1日から11月30日まで「特別企画展『400年の時を経て甦る上田城』」の会場となった。同展終了後は上田市役所の会議室や収納スペースとして暫定使用。
2025年（令和7年）度から旧上田市民会館の解体に着手し、武者溜りの復元工事が予定されている。

## ギャラリー

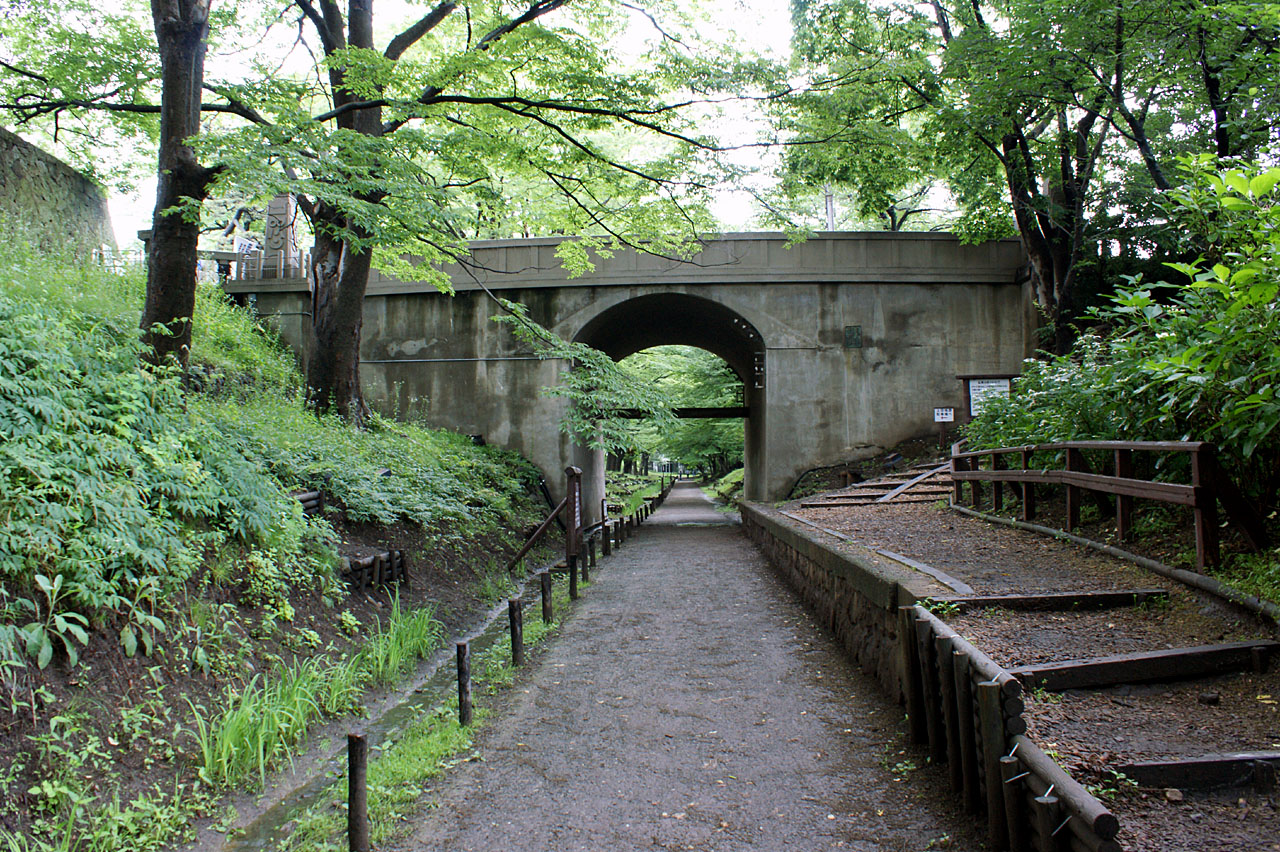
二の丸橋
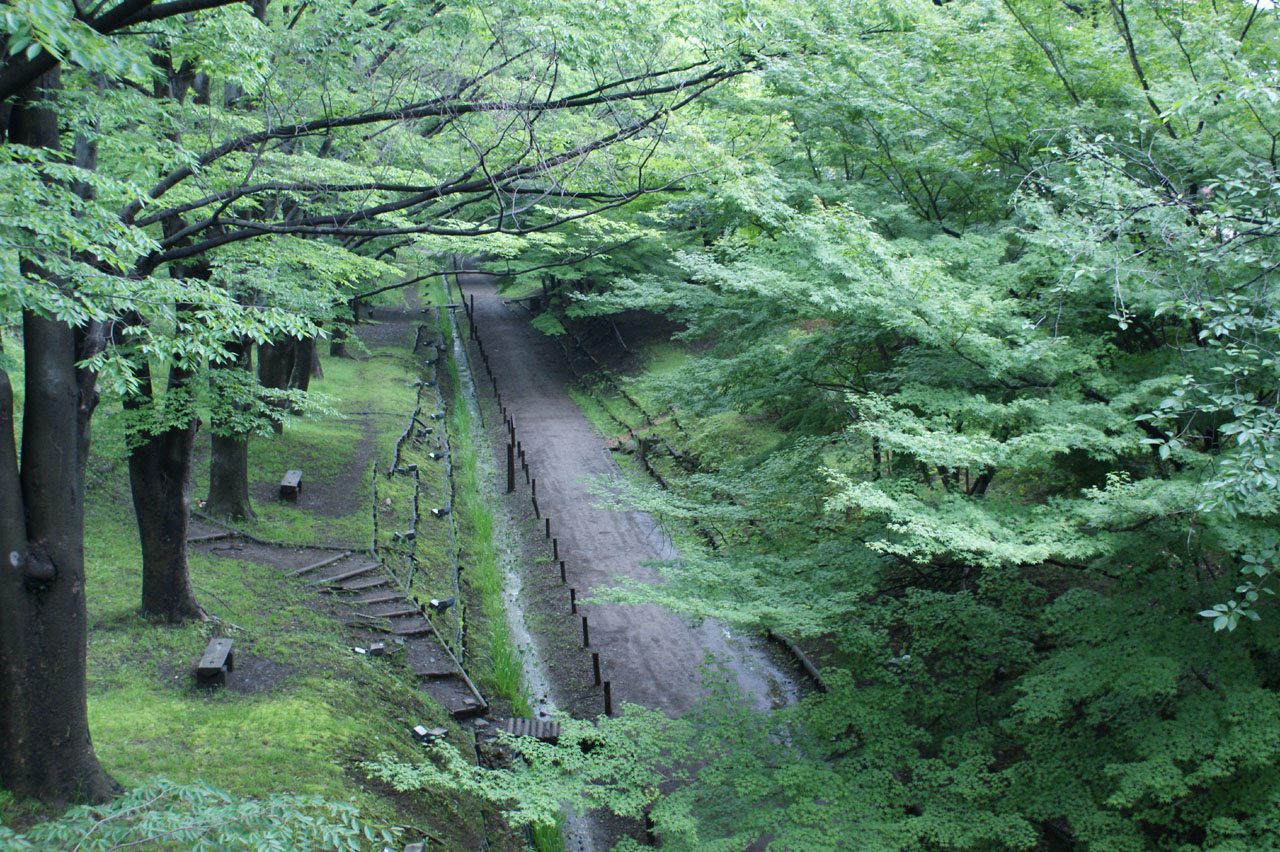
ケヤキ並木遊歩道
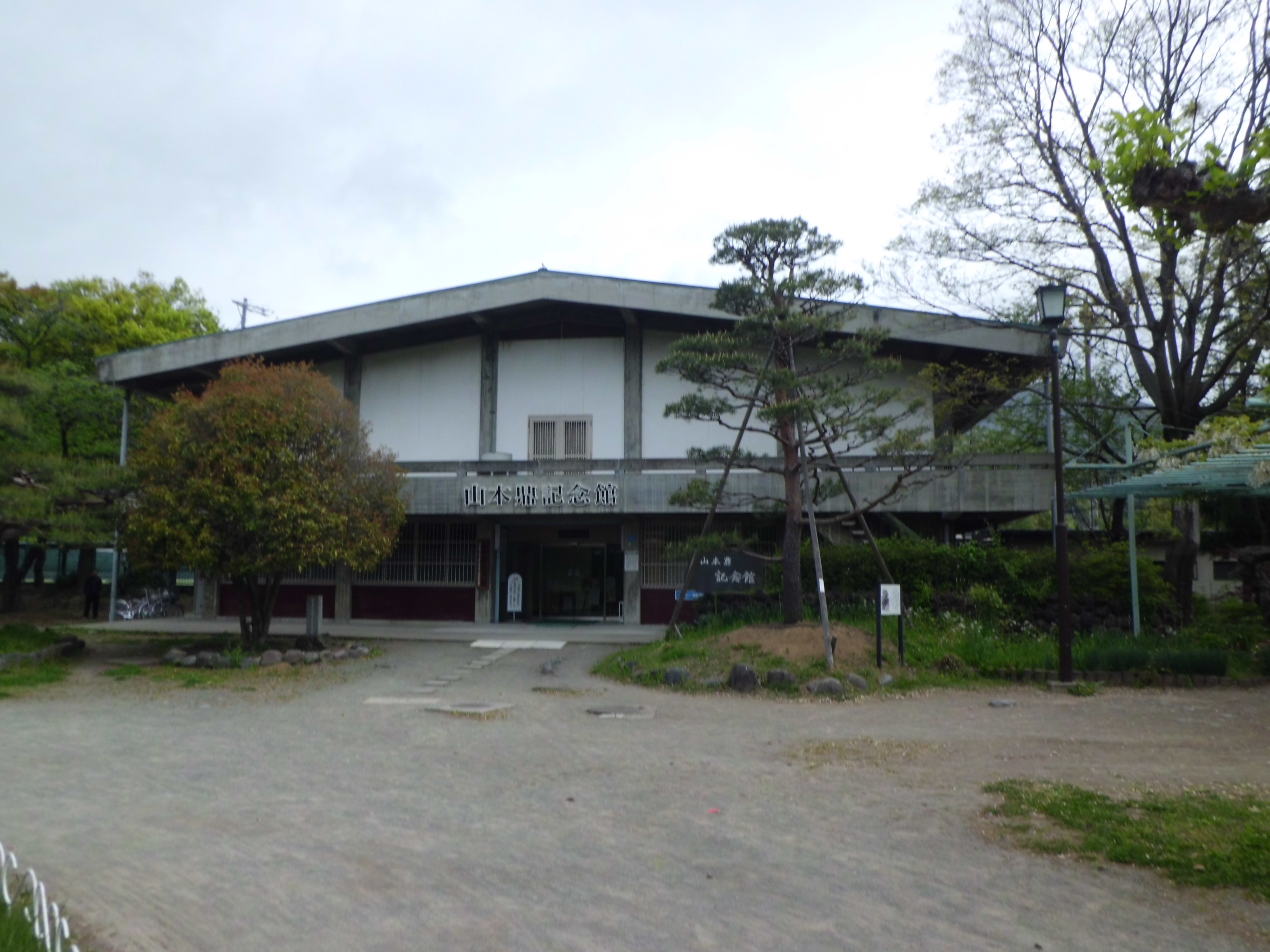
山本鼎記念館
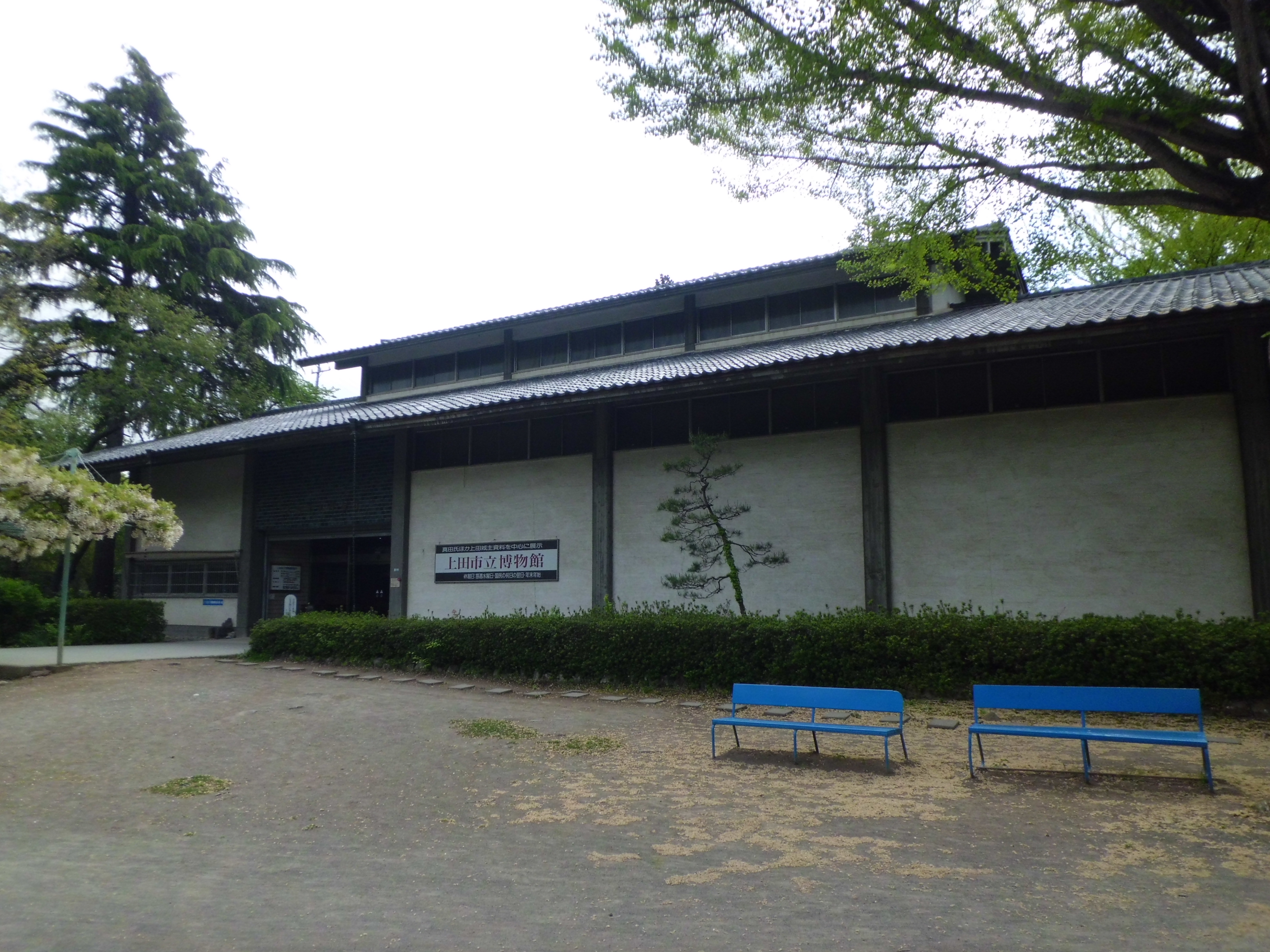
上田市立博物館
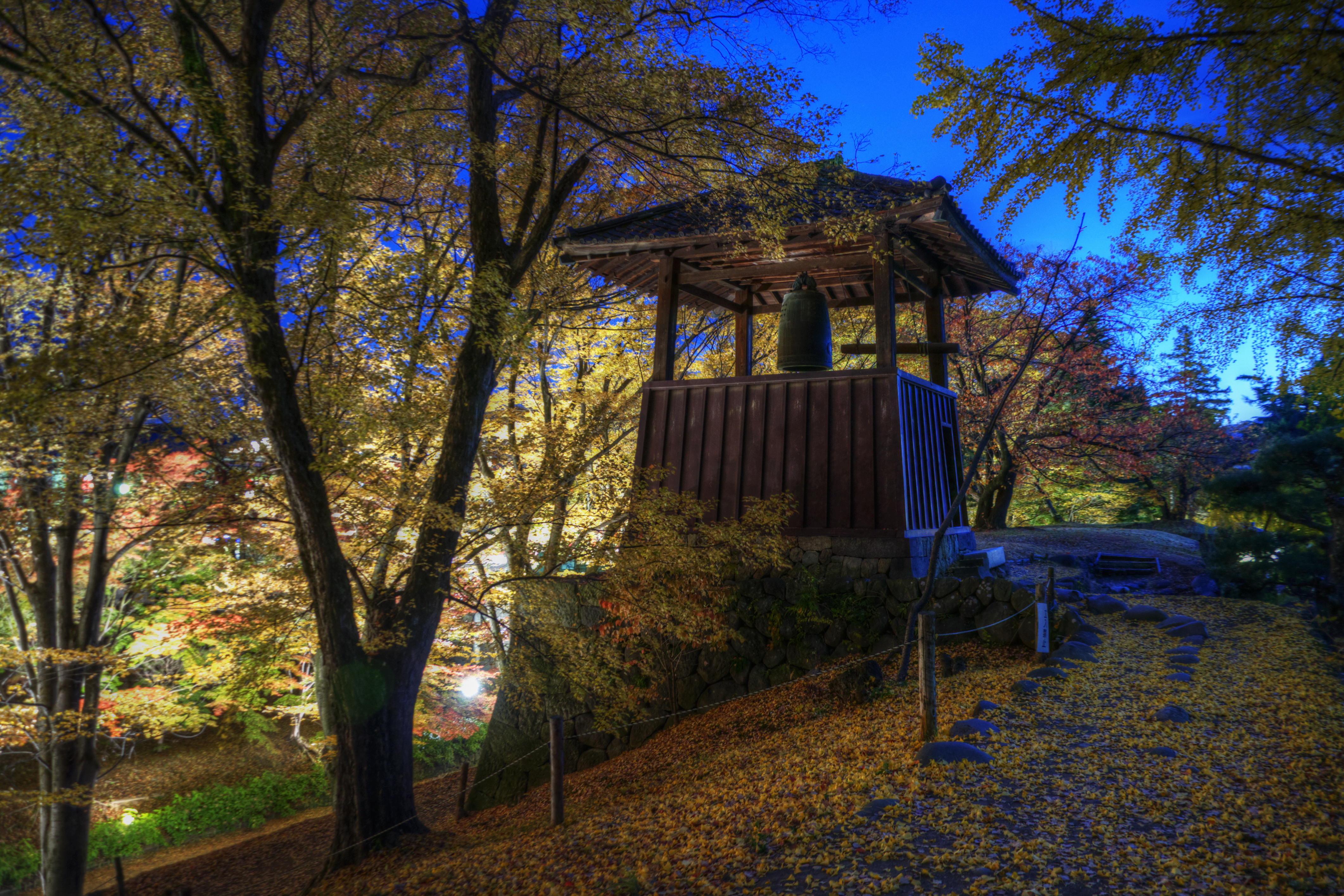
平和の鐘
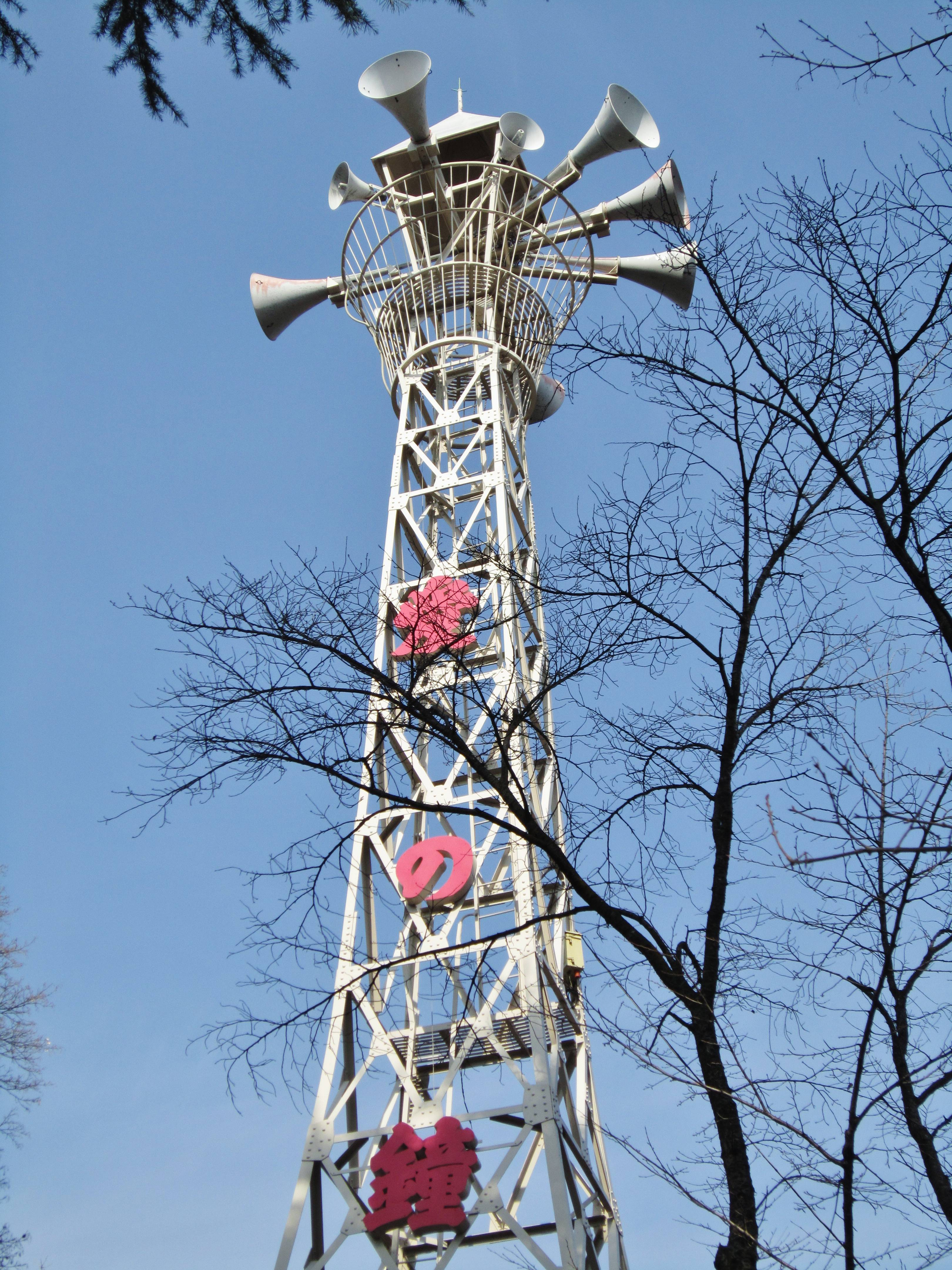
愛の鐘
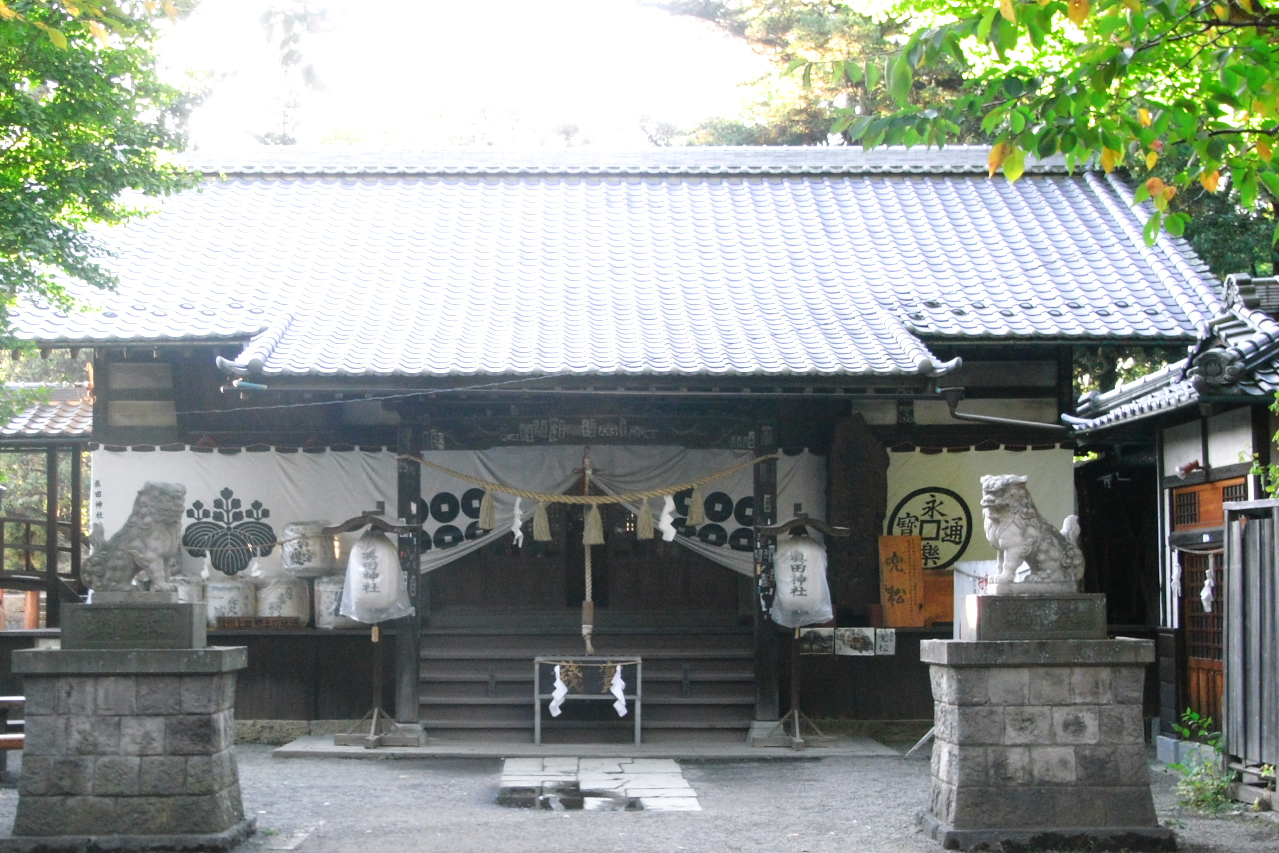
真田神社
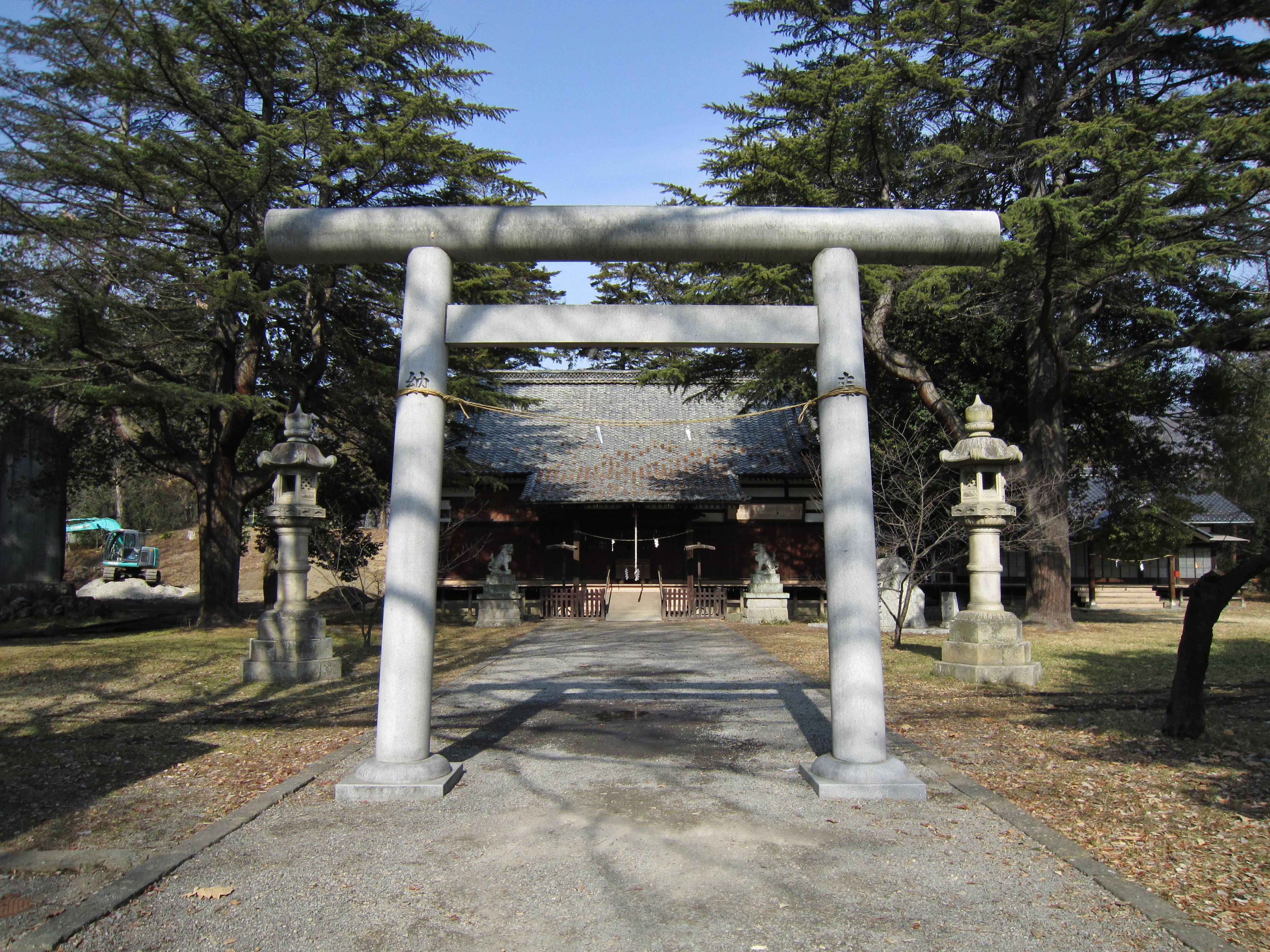
上田招魂社

## 歴史
- 1879年（明治12年） - 本丸跡に松平神社（現・真田神社）設立の動き
- 1889年（明治22年） - 西櫓一帯が寄付される
- 1923年（大正12年） - 招魂社、上田公会堂が二の丸に設立
- 1925年（大正14年） - 本丸一帯が上田市に寄付される
- 1927年（昭和2年） - 陸上競技場完成、二の丸橋竣工、二の丸堀に上田交通真田傍陽線開通、公会堂下駅開業
- 1928年（昭和3年） - 野球場完成、東テニスコート完成
- 1929年（昭和4年） - 西櫓に徴古館（上田市立博物館の前身）開館
- 1937年（昭和12年） - 武徳殿竣工
- 1949年（昭和24年） - 北櫓・南櫓の移築復元完成
- 1950年（昭和25年） - 動物園開設
- 1954年（昭和29年） - 市営プール完成
- 1961年（昭和36年） - 愛の鐘完成
- 1962年（昭和37年）10月 - 山本鼎記念館開館
- 1963年（昭和38年） - 上田公会堂跡に上田市民会館竣工
- 1965年（昭和40年） - 二の丸に上田市立博物館完成、西櫓閉鎖。児童遊園地開園、動物園閉鎖（ウサギと鳥類のみ児童遊園地内動物舎にて飼育継続）
- 1970年（昭和45年）9月 - （第一）体育館完成
- 1972年（昭和47年） - 上田交通真田傍陽線廃止、平和の鐘が設置される、西テニスコート（朝日生命厚生事業団寄贈）完成
- 1978年（昭和53年）4月 - 弓道場完成
- 1979年（昭和54年） - 多目的広場（ゲートボール場）、相撲場完成
- 1980年（昭和55年） - 第二体育館完成
- 1981年（昭和56年）3月 - けやき並木遊歩道完成
- 1983年（昭和58年）4月 - 勤労青少年ホーム完成
- 1994年（平成6年） - 東虎口櫓門及び袖塀復元完成、北櫓・南櫓の内部公開開始（いずれも上田市立博物館の施設となる。2018年（平成30年）より「上田城櫓資料館」と呼称）
- 2014年（平成26年）8月 - 2015年の「アクアプラザ上田」（室内プール）開業に伴い市営プール営業終了
- 2014年（平成26年）9月 - 山本鼎記念館閉館.。所蔵品は同年10月2日に開館した上田市立美術館に移された
- 2014年（平成26年）12月 -  同年10月2日に上田市交流文化芸術センターが開館したことに伴い上田市民会館閉館
- 2015年（平成27年）3月31日 - 勤労青少年ホーム閉館
- 2015年（平成27年）6月 - 真田神社の社務所・授与所改築・境内改修工事を行う（2017年6月工事完了奉告）
- 2015年（平成27年） - 上田市立博物館隣に多機能トイレを設置
- 2016年（平成28年）1月4日 - 西櫓の内部公開再開（12月28日まで）。旧山本鼎記念館を上田市立博物館別館として再開館
- 2016年（平成28年）1月17日 - NHK大河ドラマ『真田丸』放送に合わせ、旧上田市民会館建物に「信州上田真田丸大河ドラマ館」開館（2017年1月15日まで）
- 2016年（平成28年）4月1日 - 勤労青少年ホームと市営プールの跡地に上田城跡北観光駐車場を開設
- 2017年（平成29年）3月31日 - 児童遊園地遊具更新工事完了し再開園。動物舎、パーゴラ等改築。けやき並木遊歩道バリアフリー化整備工事完了
- 2017年（平成29年）4月1日 - 旧上田市民会館建物の「信州上田真田丸大河ドラマ館」を改装し、特別企画展「400年の時を経て甦る上田城」を開催（同年11月30日まで）
- 2017年（平成29年）11月 - 体育館・テニスコートの公園外への移転計画が公表される

## 主なイベント
- 上田城千本桜まつり
- 上田真田まつり
- 上田城跡能
- 真田幸村出陣まつり
- 紅葉まつり